# Ernestas Jurkonis
Ernestas Jurkonis (*  1969) ist ein litauischer Verwaltungsjurist, Politiker und stellvertretender litauischer Justizminister (seit 2018).

## Leben
Nach dem Abitur  an der Mittelschule absolvierte Ernestas Jurkonis von  das Bachelorstudium der Rechtswissenschaften an der Juristischen Fakultät der Mykolo Romerio universitetas (MRU).
Von 2000 bis 2007 arbeitete Ernestas Jurkonis bei Kriminalinės policijos biuras, Wirtschaftspolizei, im Obersten Polizeikommissariat  (VPK) von Bezirk Vilnius. 2012 leitete er die Abteilung für Organisierte Kriminalität bei VPK. Bis Februar 2017 war er dort stellvertretender Polizeichef des Kommissariats.
Ab April 2017 war er Berater des Umweltministers Kęstutis Navickas am Umweltministerium Litauens. Seit  2018 ist er Vizeminister der Justiz unter der Leitung von Minister Elvinas Jankevičius im Kabinett Skvernelis.